# Német kolónia
A Német kolónia (héberül: המושבה הגרמנית, HaMoshava HaGermanit) Jeruzsálem városrésze. A 19. század második felében alapították a német Templomos Társaság tagjai. Jelenleg nyugodt, elegáns, jómódú környéknek számít, melyet a divatos üzletekkel, éttermekkel, kávézókkal szegélyezett Emek Refaim utca szel ketté. 

## Történelem
A Templomos Társaság a württembergi pietizmusban gyökerező szabadegyház, akik az utolsó időt Palesztinában kívánták bevárni. Haifa és Sarona (ma Tel-Aviv része) után 1873-ban Jeruzsálemben is földet vásároltak, ahol felépítették kolóniájukat. Főutcájukat a bibliai Refaim völgyéről Emek Refaimnak nevezték el. Tágas, de visszafogott családi (egyes esetekben két családnak otthont adó) házaikat a német építészet, a helyi alapanyagok (kő) és az arab építőmesterek keze nyoma formálta.
A templomos közösségben a 20. század elején felerősödött a német nacionalizmus, és a nemzetiszocializmus is sok követőre talált, ezért a második világháború alatt a britek Ausztráliába deportálták őket.

## Fordítás
- Ez a szócikk részben vagy egészben a German Colony, Jerusalem című angol Wikipédia-szócikk ezen változatának fordításán alapul.  Az eredeti cikk szerkesztőit annak laptörténete sorolja fel. Ez a jelzés csupán a megfogalmazás eredetét és a szerzői jogokat jelzi, nem szolgál a cikkben szereplő információk forrásmegjelöléseként.